# Бертокки, Массимо
Массимо Бертокки (англ. Massimo Bertocchi; род. 27 сентября 1985, Норт-Йорк, Онтарио) — канадский легкоатлет, специалист по многоборьям. Выступал за сборную Канады по лёгкой атлетике в конце 2000-х годов, трёхкратный чемпион Канады в десятиборье, участник летних Олимпийских игр в Пекине.

## Биография
Массимо Бертокки родился 27 сентября 1985 года в районе Норт-Йорк на севере Торонто, провинция Онтарио.
Показывал достаточно высокие результаты на юниорском уровне, в 2003—2004 годах выигрывал канадские национальные первенства юниоров в прыжках в длину и в высоту.
Занимался лёгкой атлетикой во время учёбы в Торонтском университете — состоял в местной легкоатлетической команде, неоднократно принимал участие в различных студенческих соревнованиях.
В 2006 году впервые одержал победу в десятиборье на взрослом чемпионате Канады. На двух последующих чемпионатах так же был лучшим.
В 2008 году с результатом 7959 очков закрыл десятку сильнейших на крупном международном турнире Hypo-Meeting в Австрии. Позже на соревнованиях в Уинсоре установил свой личный рекорд в десятиборье — 8014 очков. Благодаря череде удачных выступлений удостоился права защищать честь страны на летних Олимпийских играх в Пекине — набрал в сумме всех дисциплин десятиборья 7714 очка, расположившись в итоговом протоколе соревнований на 19-й строке (впоследствии в связи с дисквалификацией россиянина Александра Погорелова поднялся до 18-й позиции).
После пекинской Олимпиады Бертокки ещё в течение некоторого времени оставался в составе легкоатлетической команды Канады и продолжал принимать участие в различных международных стартах. Так, в 2009 году на Играх франкофонов в Бейруте он превзошёл всех своих соперников в десятиборье и завоевал золотую медаль.
В 2010 году вновь стартовал на Hypo-Meeting, но на сей раз без результата досрочно завершил выступление.